# L'Escapade
Pour l’article homonyme, voir L'Escapade (film, 1923).
Pour plus de détails, voir Fiche technique et Distribution.
L'Escapade est un film franco-suisse réalisé par Michel Soutter et sorti en 1974.

## Synopsis
Paul doit passer un week-end dans le Jura sans sa femme pour un séminaire, qui est finalement annulé. Il fait la connaissance de Virginie, et la ramène chez lui.

## Fiche technique
- Réalisation : Michel Soutter
- Scénario : Michel Soutter
- Photographie : Simon Edelstein
- Musique : Guy Bovet
- Durée : 95 minutes
- Date de sortie : 10 avril 1974 (France)

## Distribution
- Jean-Louis Trintignant : Ferdinand
- Marie Dubois : Anne
- Antoinette Moya : Virginie
- Georges Wod : Auguste
- Philippe Clévenot : Paul
- Jean-Yves Bader : Le libraire
- Guy Bovet : Le pianiste
- Armen Godel : Le contrebassiste
- Claudine Berthet : La libraire
- Michel Cassagne : Le villageois
- Roger Diamantis : M. Freddy

## Critique
Pour Télérama, « il faut reconnaître au cinéaste une utilisation délicate du clair-obscur et ce goût pour les dialogues absurdes, en vogue dans les années 1970 ».